# Oliveira
Oliveira là một đô thị thuộc bang Minas Gerais, Brasil. Đô thị này có diện tích 896,494 km², dân số năm 2007 là 39063 người, mật độ 45,7 người/km².